# Göttinger Literaturherbst
Der Göttinger Literaturherbst ist ein internationales Literaturfestival in Niedersachsen. Es findet jährlich in Göttingen an zehn Tagen im Oktober im Anschluss an die Frankfurter Buchmesse statt. Das Festival wurde 1992 von Christoph Reisner (1965–2014) als Einzelunternehmen gegründet und ist seit 2006 eine GmbH mit einem gleichnamigen, gemeinnützigen Förderverein. Seitdem Reisner im März 2014 nach langer Krankheit verstarb, ist Johannes-Peter Herberhold Geschäftsführer des Göttinger Literaturherbstes.

## Geschichte
Der erste Göttinger Literaturherbst fand 1991 als Lesereihe im Göttinger Stadtteil Grone statt, dort im Ballsaal einer denkmalgeschützten, ehemaligen Dorfgaststätte, dem Ballhaus. Eröffnet wurde der erste Literaturherbst von Max Goldt; weitere Gäste waren Doris Dörrie, Gisbert Haefs, Eckhard Henscheid und Josef von Westphalen. Im zweiten Jahr
erfolgte der Umzug in die Innenstadt und eine Internationalisierung des Programms. Als eines der ersten modernen Literaturfestivals in Deutschland wurde der Literaturherbst zur Bühne für Künstler aus England, Kanada und den USA, von denen viele ihren ersten Deutschland-Auftritt in Göttingen hatten. Darunter waren Douglas Adams, Douglas Coupland, Ben Elton, Stephen Fry und Michael Palin von „Monty Python's Flying Circus“. 1997 wurde der Literaturherbst auf ein 10-tägiges Festivalformat umgestellt, das bis heute Bestand hat. Im Jahr 2006 wurde das bislang als Einzelunternehmen geführte Festival in eine GmbH umgewandelt. Geschäftsführer wurde Festivalgründer Christoph Reisner, nach dessen Tod 2014 übernahm Johannes-Peter Herberhold die Position. Der Beirat besteht aus Wissenschaftlern, Verlegern und Kulturfachleuten. 2007 wurde das Programm des Festivals um eine Wissenschaftsreihe erweitert. Von 2009 bis 2012 war der Literaturherbst zudem Austragungsort der Verleihung des NDR Kultur Sachbuchpreises, der jährlich für das beste, in deutscher Sprache erschienene Sachbuch vergeben wird. 2014 fand die erste offizielle Lesung des Deutschen Buchpreisträgers (Lutz Seiler) nach der Preisvergabe im Rahmen des Göttinger Literaturherbstes statt. Im gleichen Jahr eröffnete die Göttinger Literaturherbst GmbH ein Festivalbüro in der Hospitalstraße in der Innenstadt.
Im Jahr 2016 feierte das Festival seine 25. Ausgabe. Aus diesem Anlass fand bereits im Frühjahr unter dem Motto „Der Herbst im Frühling“ ein kurzer Festival-Prolog unter anderem mit einer Lesung von Martin Walser statt. Der 25. Göttinger Literaturherbst im Herbst 2016 war dann das bisher größte (66 Veranstaltungen). Zu Gast in Göttingen waren unter anderem Christian Kracht, Cees Nooteboom, Buchpreisträger Bodo Kirchhoff und Denis Scheck. Benjamin von Stuckrad-Barre (früher Praktikant beim Festival) las zum Abschluss aus „Panikherz“, in dem er auch einige Kapitel zu seiner Zeit mit Festivalgründer und Mentor Reisner widmet. Die Besucherzahl im Jahr 2016 betrug, gemeinsam mit dem Prolog, ca. 15.000.

## Konzept
Der Literaturherbst ist eine Bühne für moderne Literatur, von der internationalen Belletristik bis zum wissenschaftlichen Sachbuch. Seit der Gründung ist das Festival durch die Entwicklung und Anwendung innovativer Verfahren zur Literaturvermittlung gekennzeichnet. 1994 veröffentlichte der Literaturherbst als erstes Literaturfestival in Deutschland eine Live-CD. Dem Mitschnitt der Lesung von Douglas Adams in Göttingen (Zweitausendeins, vergriffen) folgten weitere Live-Mitschnitte, unter anderem von Joe Jackson, Heinz-Rudolf Kunze, Marcel Reich-Ranicki und Harry Rowohlt. Im Jahr 2000 setzte der Literaturherbst als erstes Literaturfestival in Deutschland digitale Untertitel für eine fremdsprachige Lesung ein, die englischsprachige Lesung von Irvine Welsh (Trainspotting) wurde mit deutschen, ins Bühnenbild projizierten Untertiteln übersetzt. Intermediale Verfahren nutzten auch Künstler wie Ben Becker (Annäherungen von Ernst Jünger), Frank Schätzing (Der Schwarm), und Juli Zeh (Corpus Delicti – Eine Schallnovelle). Die Veranstaltungsorte sind historische Gebäude der Universitätsstadt Göttingen, u. a. die Halle des Alten Rathauses, das Deutsche Theater in Göttingen und die Historische Universitätsbibliothek in der Paulinerkirche. Seit der 23. Auflage des Festivals werden erstmals auch Spielorte außerhalb der Göttinger Stadtgrenzen ins Programm aufgenommen. So fanden 2014 unter anderem im Grenzlandmuseum Teistungen und im historischen Rathaus von Duderstadt Lesungen statt. Weitere Spielorte seit 2014 waren Einbeck, Sülbeck, Bovenden, Alfeld, die Gemeinde Gleichen, Nörten-Hardenberg, Hann. Münden, Rosdorf und Ebergötzen.

## Wissenschaftsschwerpunkt
Die Stadt Göttingen ist Standort der traditionsreichen Georg-August-Universität, der von Albrecht von Haller gegründeten Akademie der Wissenschaften zu Göttingen sowie Gründungsort der Max-Planck-Gesellschaft und Standort zahlreicher Forschungseinrichtungen, darunter vier Max-Planck-Institute, das Deutsche Primatenzentrum und das Deutsche Zentrum für Luft- und Raumfahrt. Der Wissenschaftsschwerpunkt des Festivals nutzt die internationale Vernetzung der Einrichtungen der „Stadt, die Wissen schafft“. Referenten der Wissenschaftsreihe in der Paulinerkirche waren in den letzten Jahren u. a. Sir Peter Atkins, Sir Roger Penrose, Lord Colin Renfrew, Lee Smolin, Christopher Clark und Joseph Stiglitz. Seit 2014 verleihen die Max-Planck-Institute zusammen mit dem Göttinger Literaturherbst die science communication medal an Wissenschaftler, um sie für besondere Dienste in der Wissensvermittlung an die breite Bevölkerung auszuzeichnen.

## Beirat
- Tete Böttger (Arkana Verlag),
- Nils Brose (MPI für Experimentelle Medizin),
- Jürgen Haese (Kappa Opto-Electronics),
- Helmut Grubmüller (Max-Planck-Institut für biophysikalische Chemie),
- Claudia Leuner-Haverich (städtische Wohnungsbaugesellschaft),
- Wolfgang Meyer (ehem. Oberbürgermeister der Stadt Göttingen),
- Gerhard Steidl (Steidl Verlag),
- Rolf-Georg Köhler (Oberbürgermeister der Stadt Göttingen),
- Bernhard Reuter (Landrat des Landkreises Osterode-Göttingen),
- Stephan Herminghaus (Max-Planck-Institut für Dynamik und Selbstorganisation),
- Klaus Wettig, Vorsitz (MdE i. R., Kulturmanager)